# Marea Moschee din Alep
Marea Moschee din Alep este o moschee din orașul Alep, Siria. Aceasta este cea mai mare moschee din oraș și una dintre cele mai vechi din țară. Este un loc de pelerinaj important deoarece aici se află mormântul lui Zaharia, tatăl lui Ioan Botezătorul, ambii considerați profeți în religia islamică.

## Istorie și arhitectură
Construcția acestei moschei a început în anul 715 din ordinul califului omeiad al-Walid I și a fost finalizată în anul 717 sub conducerea succesorului său, califul Sulayman. Aici au fost păstrate rămășițele pământești ale profetului Zaharia , în timp ce rămășițele fiului său Ioan au fost păstrate în Marea Moschee din Damasc.
În anul 1090, cadiul Abu'l Hasan Muhammad a ordonat construcția minaretului, înalt de 45 de metri. Minaretul a fost finalizat în 1094 de către arhitectul Hasan ibn al-Mufarraj Sarmini. După aceea, în anul 1150, sultanul Nur al-Din a restaurat moscheea ce fusese distrusă de un incendiu, iar în anul 1260 moscheea a fost din nou distrusă de invadatorii mongoli.
Între secolele XIII-XVI, au loc mai multe extinderi și renovări sub conducerea sultanilor mameluci. Atunci, au fost reconstruite minbarul, mihrabul, altarul profetului Zaharia, sala de rugăciune a fost mărită iar minaretul restaurat.
În prezent moschea combină mai multe stiluri prezentând elemente specifice arhitecturii omeiade, selgiucide și mameluce. Sala de rugăciune este împărțită în trei nave, curtea prezintă două fântâni de abluțiune, iar mihrabul și minbarul sunt simple. De asemenea există și câteva elemente de influență gotică cum ar fi unele părți ale fațadei minaretului.
Curtea și minaretul au fost renovate în 2003. La 13 octombrie 2012 minaretul și unele zone din moschee au fost grav avariate în urma ciocnirilor dintre forțele de ordine și protestatari. Cu toate acestea, președintele Bashar al-Assad a emis un decret pentru repararea moscheii.

## Galerie de imagini

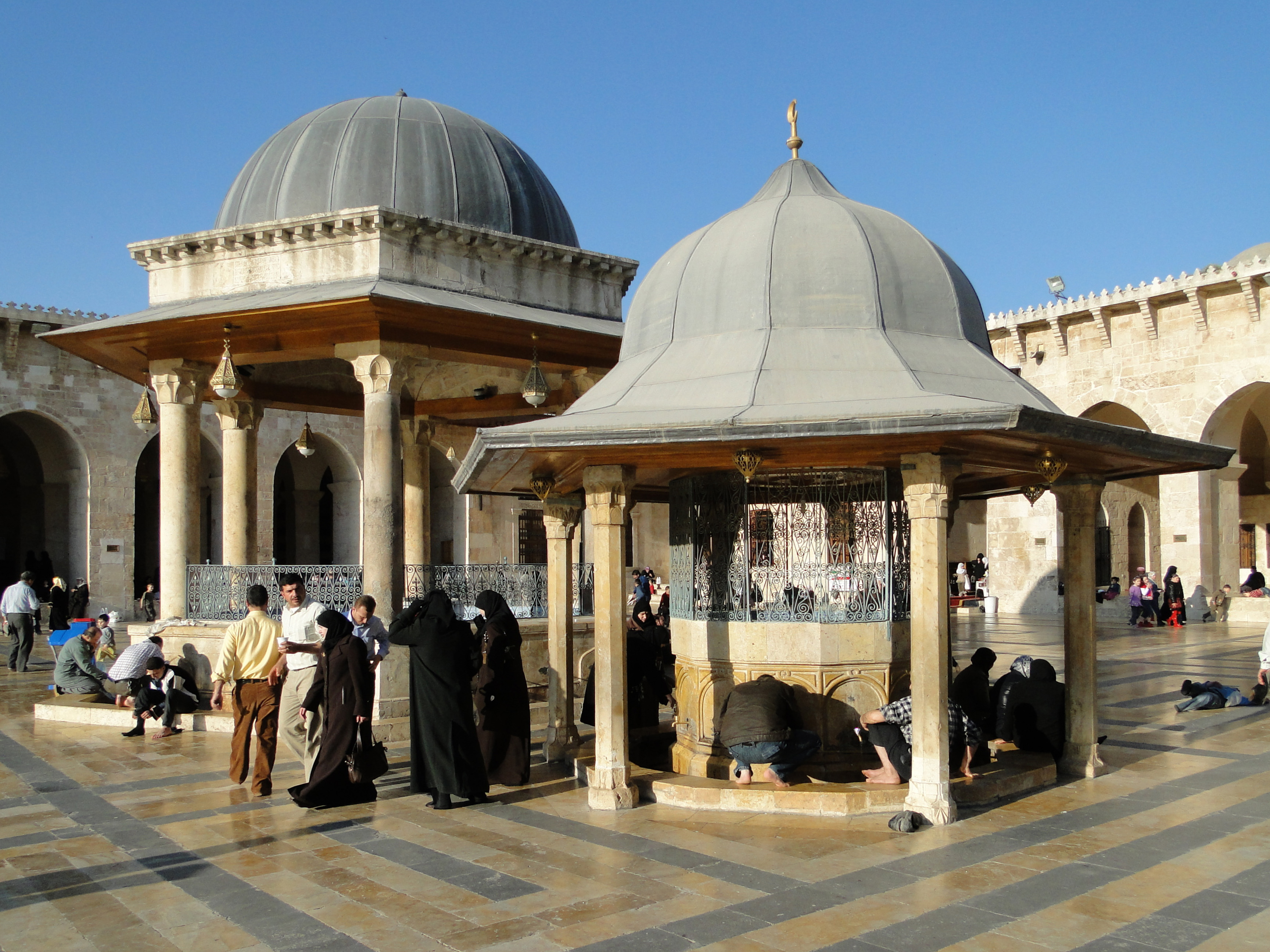
Fântâni
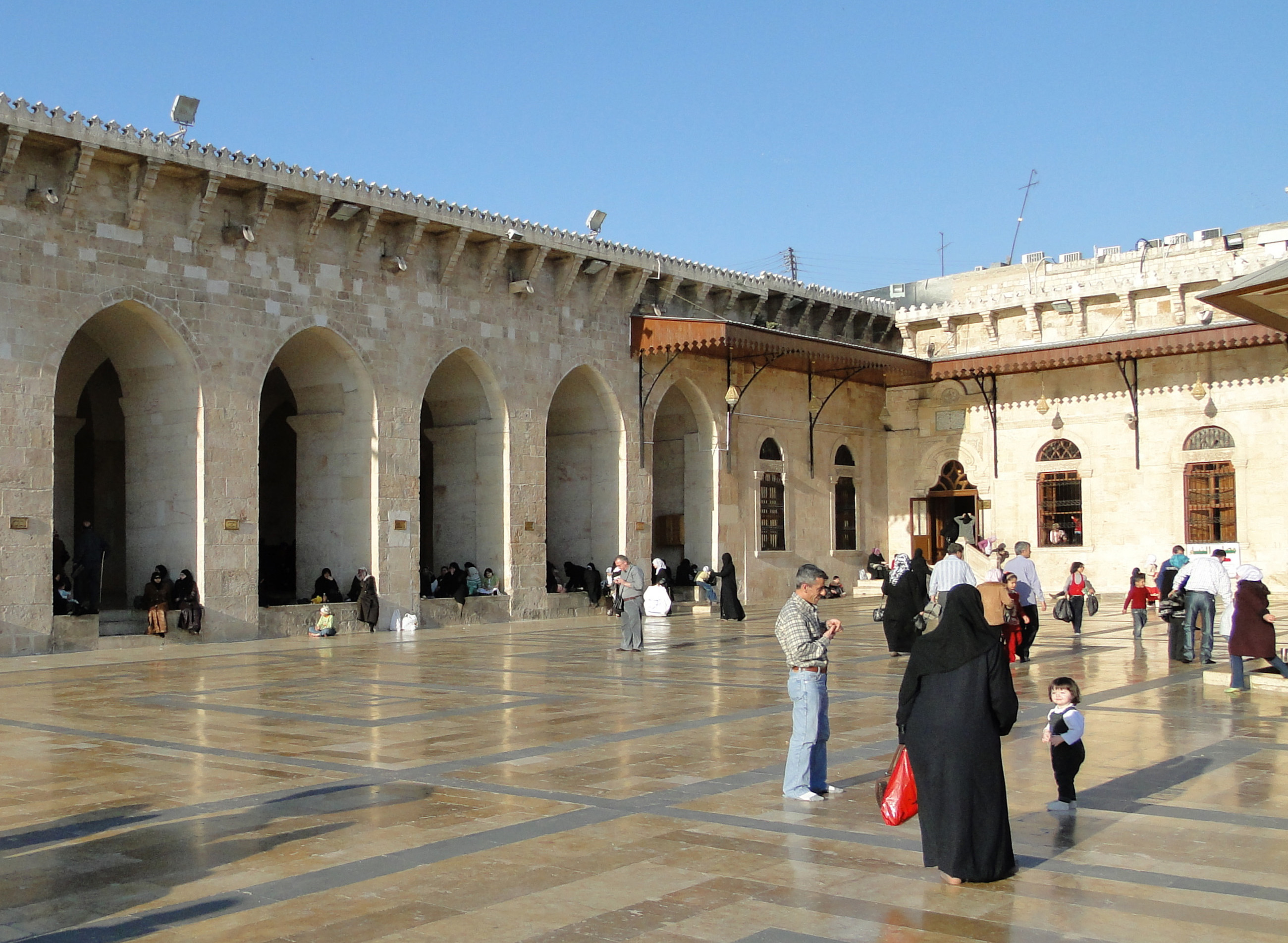
Curtea
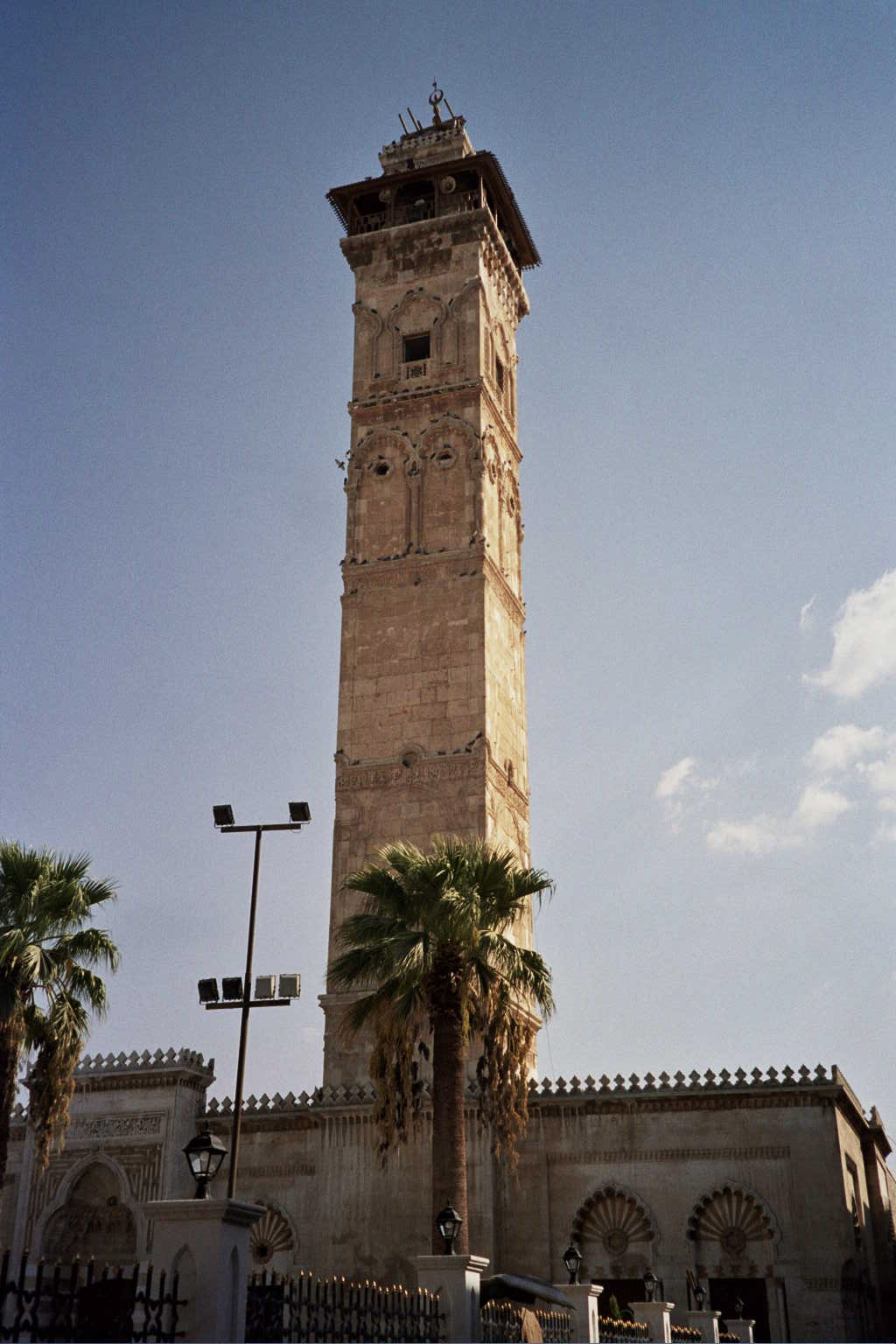
Minaretul
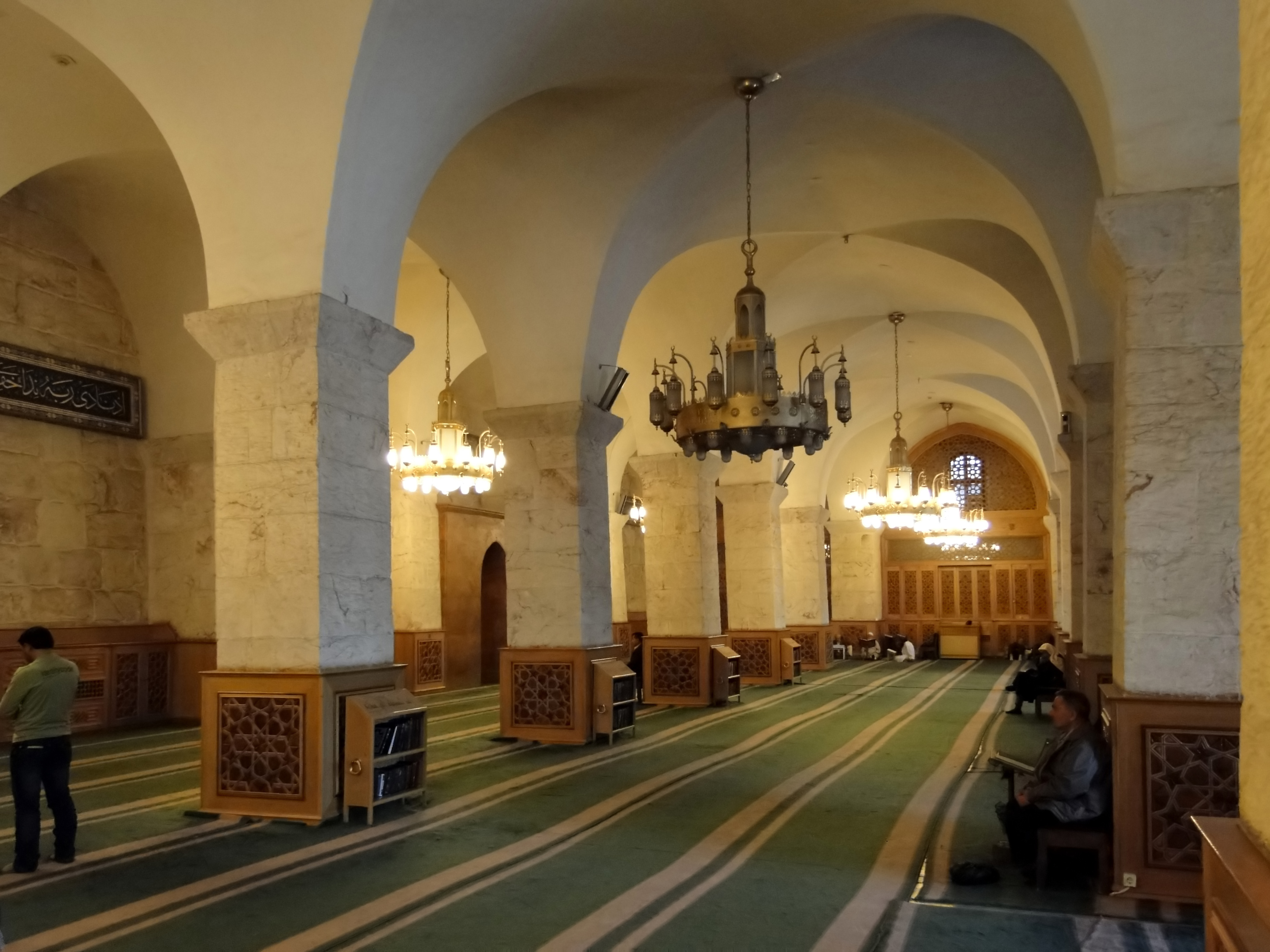
Interiorul
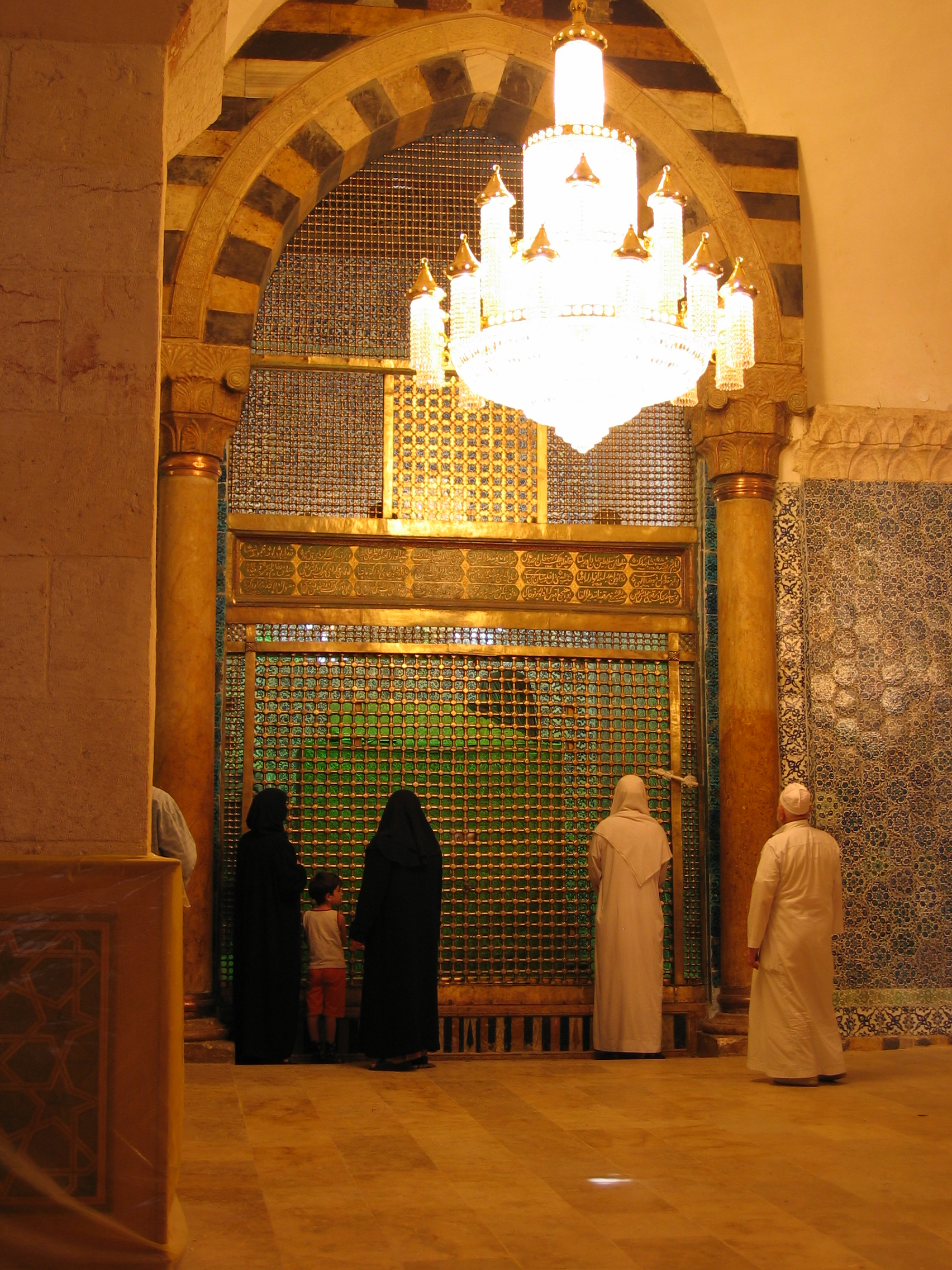
Mormântul lui Zaharia
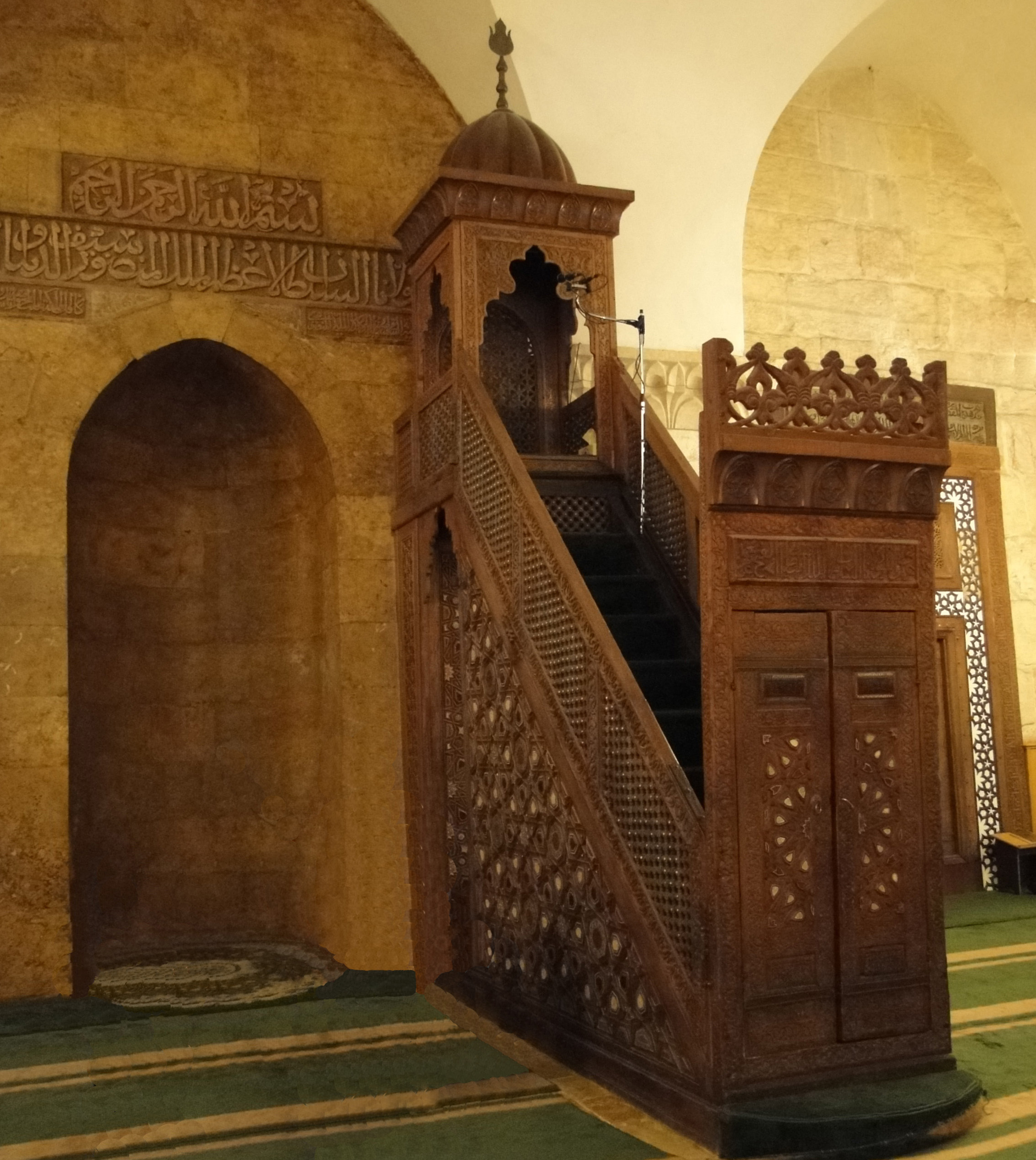
Mihrabul şi minbarul